# Паннонскославянский язык
Паннонскославянский (паннонско-славянский) или паннонославянский (панноно-славянский) язык/диалект — гипотетический славянский язык или диалект праславянского, являющийся связующим звеном между северославянскими (в основном, западнославянскими) и южнославянскими языками. Выделяется такими исследователями, как Р. Ричардс, О. Н. Трубачёв и другими.

## Исследования

### Появление
Славяне в Паннонии существовали, как минимум, с V века, а также, возможно, именно Паннония является центром славянской языковой экспансии. Паннонославянский комплекс близкородственных диалектов принимал участие в образовании двух южных периферий и диалектов западной группы и, следовательно, был одним из генетических источников языковых групп южных и западных славян.

### Принадлежность
Существует несколько точек зрения на принадлежность паннонскославянского диалекта, сближающих его с теми или иными языками:
- словацкая (Я. Станислав);
- словенская (И. Книёжа, X. Бирнбаум);
- болгарская (С. Б. Бернштейн, О. Ашбот, И. Тот);
- сербохорватская (И. Попович, Р. О. Ричардс);
- гетерогенная — пересечение с соседними словенскими, словацкими, сербохорватскими диалектами (В. В. Иванов, Е. А. Хелимский).

### Языковые отличия
Паннонскославянский диалект не только имел собственные особенности, но и обладал чертами, сближающими его как с западнославянскими (моравским и польским) языками, так и с южнославянскими (сербским и болгарским) языками.
Примеры паннонскославянских закономерностей рефлексации:
- переход *ort-, *olt-, стоящих в начале слова, в *rot-, *lot- (свойственно западнославянским языкам);
- сохранение сочетания *dl (свойственно западнославянским языкам), но возможен и переход *dl в *ll;
- переход *tj в ty или cs (свойственно южнославянским языкам);
- переход *dj в gy (свойственно южнославянским языкам);
- протетический j перед *a-;
- переход *bv в b.

### Примеры паннонославизмов
Заимствованиями из паннонскославянского являются следующие пары:
- *jьztrava — лат. stravam (у Иордана);
- *pleso — лат. Pelsonis (у Плиния);
- *dobrotь — лат. Dobrati (божество);
- *robъ — венг. rab;
- *pratja — венг. parittya;
- *lawъka — др.-венг. *lāwka;
- *wlax(ъ) — др.-венг. *ulāh;
- *lod- — венг. ladik;
- *brěkovica — венг. barkovca.

### Исчезновение
Некоторые исследователи считают, что славяне западной части Карпатского бассейна были ассимилированы венграми к XI—XII векам.